# Budova Regionální knihovny (Teplice)
Budova teplické Regionální knihovny byla postavena pro účely soukromého klasického gymnázia v letech 1875–1876, dle plánů teplických architektů Adolfa Siegmunda a Josefa Staňka v neorenesančním stylu. Jako gymnázium byla využívána až do 90. let 19. století, kdy byla odprodána průmyslníkovi Martinu Grohmannovi, jenž ji nechal dle návrhu Johanna Davida Ferbera – dům byl rozšířen a jeho interiéry byly upraveny do neobarokní podoby tak, aby mohla být stavba využívána jako vila. Gymnázium se přesunulo do nedaléké budovy na vrchu zvaném Mont de Ligne, ve které dnes sídlí Obchodní akademie. Teplická knihovna budovu získala po roce 1945 a využívá ji dodnes.
Budova obdélného půdorysu má dle památkového katalogu jedno patro a dominuje jí středový rizalit se schodištěm a balkonem.

## Galerie

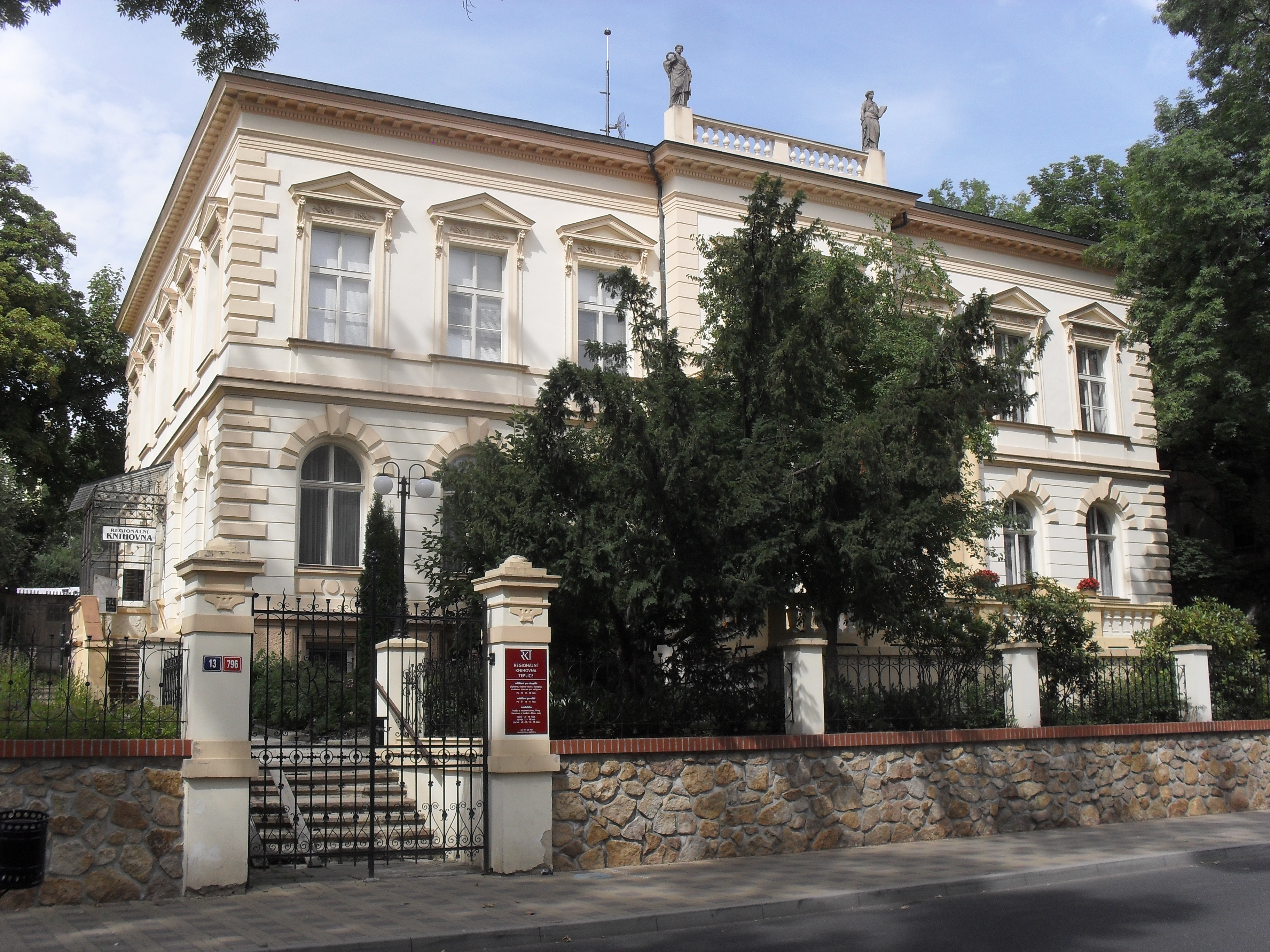
Průčelí budovy
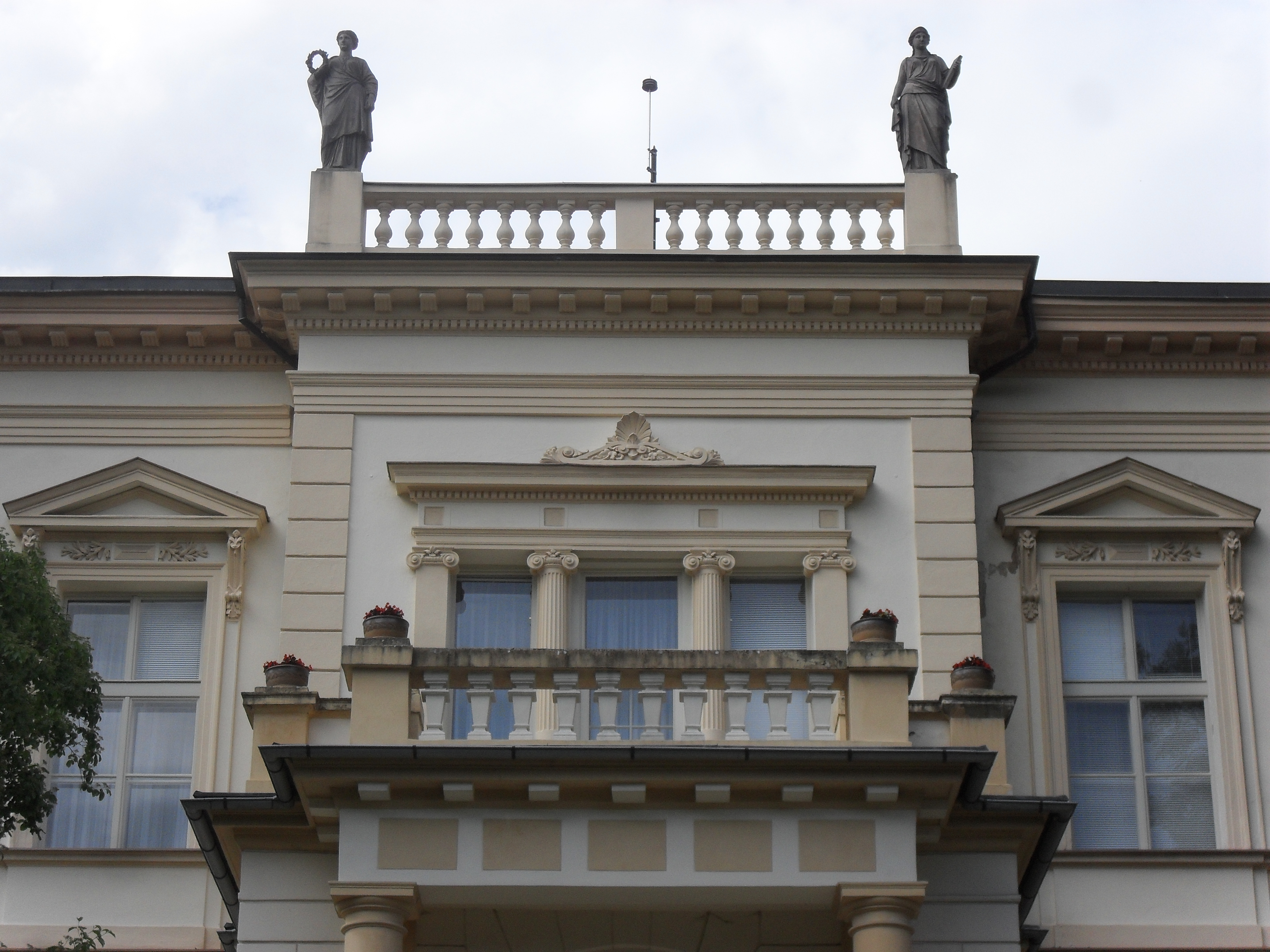
Rizalit s balkonem v průčelí
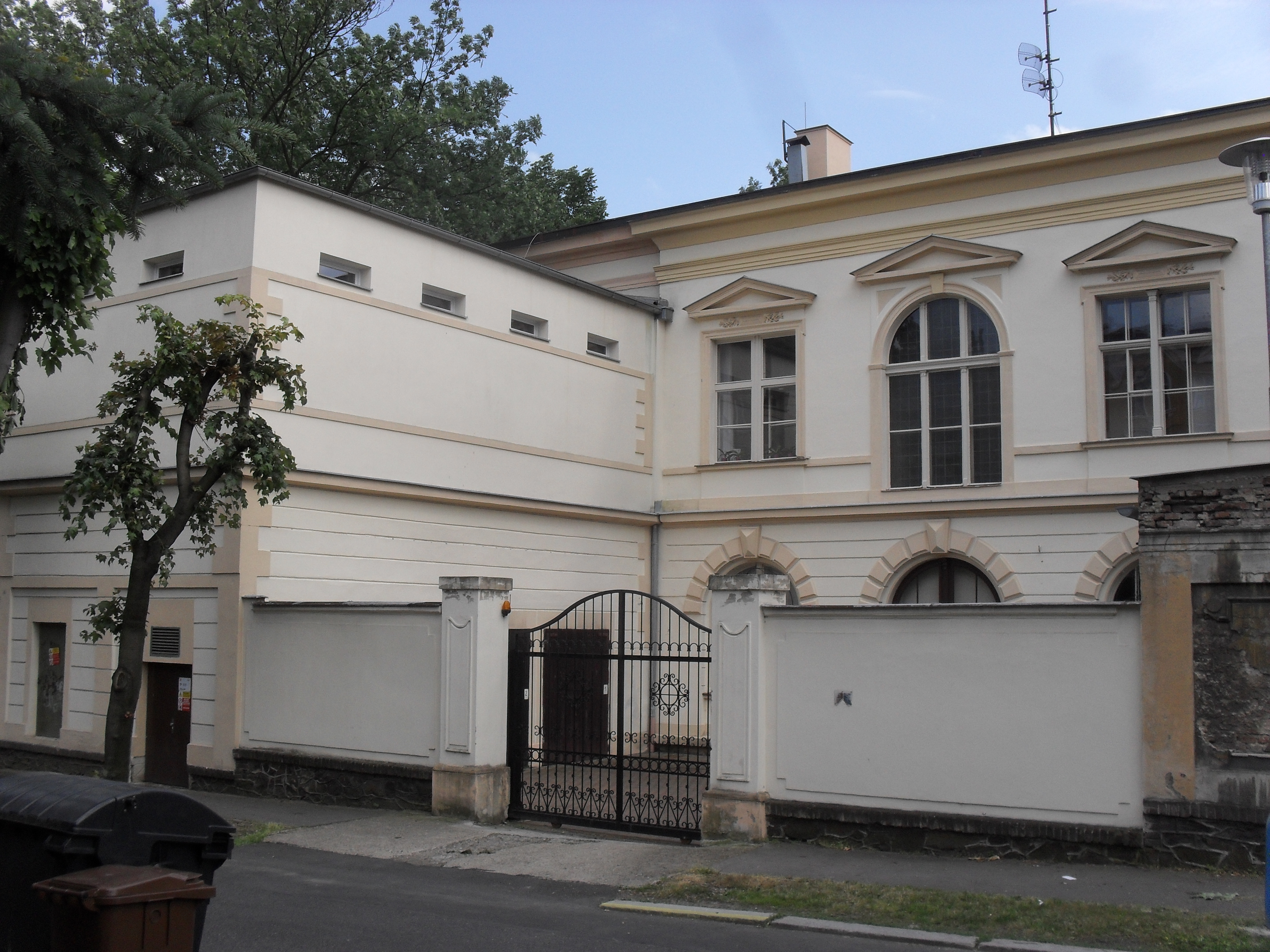
Zadní trakt budovy
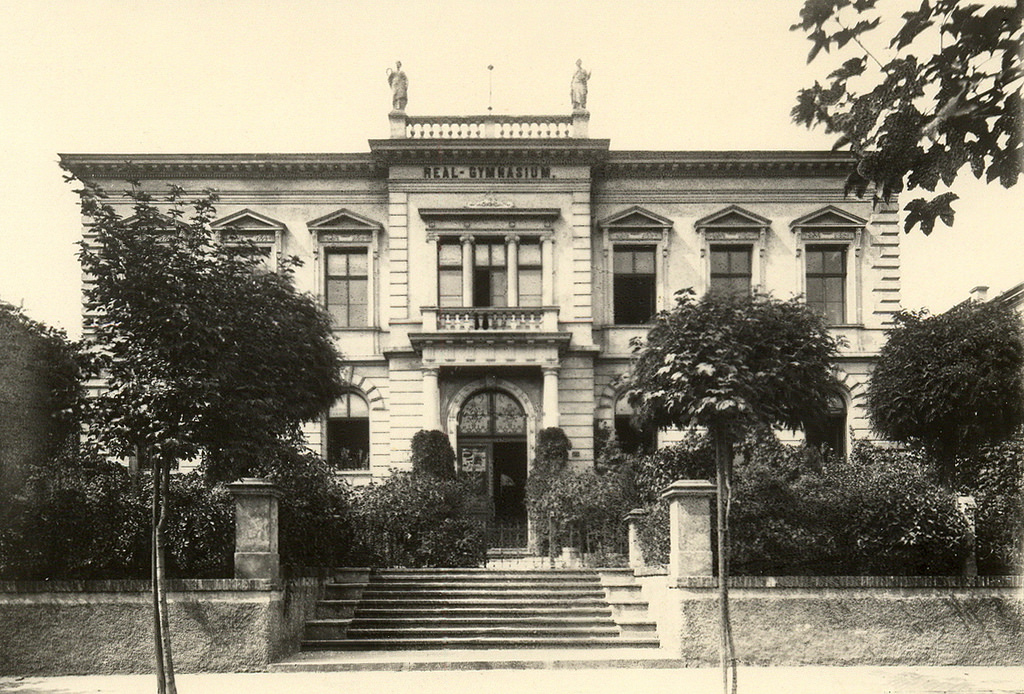
Budova ještě coby klasické gymnázium před přestavbou na obytnou vilu